# Крашенинникова, Екатерина Александровна
Екатерина Александрова Крашенинникова (7 декабря 1918 — 24 ноября 1997) — историк, библиограф, филолог-германист. Убеждённая сторонница и распространитель идей русского религиозного философа Н. Ф. Фёдорова в среде известных отечественных философов, литераторов, музыкантов, художников и священнослужителей. Адресат И. В. Сталина в ходе дискуссии по вопросам языкознания в газете «Правда». Кандидат филологических наук. Автор исследований и публикаций в области немецкой лингвистики. Мемуарист. Входила в близкий круг общения Б. Л. Пастернака. Известна тем, что приняла предсмертную исповедь поэта и передала её священнику для получения разрешительной молитвы.

## Биография
Родилась 7 декабря 1918 года в Москве. Отец, Александр Ефимович Крашенинников (1881—1952), происходил из семьи богатых купцов и промышленников. Портрет и краткая биография деда Е. А. Крашенинниковой — Ефима Поликарповича Крашенинникова в числе выдающихся деятелей Российской империи приведены в «Юбилейном историческом и художественном издании в память 300-летия царствования державного Дома Романовых».
А. Е. Крашенинников окончил московское Петропавловское мужское училище, преподавание в котором велось на немецком языке. После смерти отца принял на себя все его коммерческие дела и унаследовал текстильную фабрику в селе Петушки. Был очень религиозен. В Петушках стал старостой храма Успения Пресвятой Богородицы.
Мать, Елизавета Александровна (1894—1974), урождённая Дюшен (фр.  Duchêne). Елизавета Александровна была дочерью московского музыканта и театрального деятеля, потомственного почетного гражданина Александра Петровича Дюшена (1845—1911). В конце XIX — начале XX веков ему принадлежала подмосковная усадьба в селе Хованское. В 1888 году духовная консистория разрешила Дюшену на собственные средства отремонтировать и расписать находившуюся в селе церковь иконы Богоматери «Знамение». В памяти Елизаветы Александровны надолго сохранилась стоявшая на берегу пруда «чудесная церковка с маленькой колоколенкой, беленькая, окруженная деревьями».
Закончила Екатерининском училище. Продолжила образование в Париже и Берлине, владела несколькими иностранными языками.
В семье было четверо детей — Сергей (1914—1998), Екатерина (1918—1997), Юрий (1921—1943) и Мария (1926—2003). Предпочитали жить не в Москве, а в Петушках, в собственном доме рядом с фабрикой. После революции и отмены частной собственности А. Е. Крашенинников по ходатайству рабочих был оставлен директором ранее принадлежавшей ему фабрики. В 1929 году его перевели на должность заведующего производством строившейся ткацкой фабрики в город Бальцер (АССР Немцев Поволжья). Елизавета Александровна с детьми переехала из Петушков в город Покров, где было больше возможностей для их учёбы. 25 декабря 1930 года Александр Ефимович был арестован и в августе 1931 года осуждён по обвинению в антисоветской деятельности. 11 августа 1934 года дело было прекращено прокуратурой АССР Немцев Поволжья за отсутствием состава преступления.
Семья смогла перебраться в Подмосковье и поселилась в посёлке близ станции Тарасовка по Северной железной дороге. Из заключения отец вернулся с эпилепсией, служил почтальоном. Мать работала курьером, на торфозаготовках. В 1935—1936 годах её приняли на работу преподавателем немецкого языка в Куракинскую фабричную школу.
Жили бедно. Катя вынуждена была подрабатывать стиркой и мытьём полов. Школу окончила, сдав экзамены экстерном.
В 1937 году она поступила на исторический факультет МГУ. Специализировалась сначала на археологии античных времён, а позже — на истории XIX века. Участвовала в работе научного студенческого общества, интересуясь ранним христианством и проблемами историчности личности Христа.
Общность интересов сблизила её с сокурсницей Ольгой Николаевной Сетницкой, дочерью русского экономиста, философа и эстетика Николая Александровича Сетницкого. Вместе участвовали в университетских экспедициях: в археологических изысканиях в Новгороде (1938) и Северном Кавказе (1939). Много читали и обсуждали прочитанное — произведения философов Платона, Франциска Ассизского, Фомы Аквинского, С. Булгакова, В. Соловьёва, Н. А. Морозова, Е. Блаватской, Р. Штейнера, российских поэтов серебряного века.

### Вовлечённость в философию общего дела Н. Ф. Фёдорова

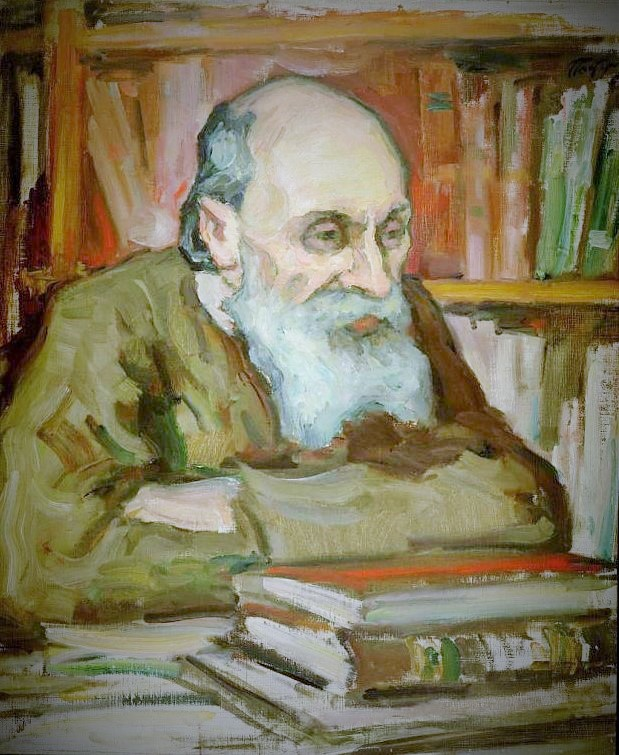
Н. Ф. Фёдоров
Художник Л. И. Пастернак (1919)

В 1938 году Ольга познакомила Е. А. Крашенинникову с другом своего отца, поэтом и философом А. К. Горским, который, ещё в 1918 году обратил внимание Н. А. Сетницкого на идеи русского философа-космиста Н. Ф. Фёдорова. В итоге Н. А. Сетницкий стал последователем, издателем и популяризатором учения Н. Ф. Фёдорова. В 1926 году в Харбине была анонимно опубликована написанная им в соавторстве с А. К. Горским работа «Смертобожничество. Корень ересей, разделений и извращений истинного учения церкви. Догматические очерки. Часть 1. Борьба словом» — о необходимости борьбы со смертью, о проблемах христианского миропреображения и ведущей роли в нём творческой активности человека. В Риме в библиотеке поэта Вяч. Иванова сохранился экземпляр этого 81-страничного издания с надписью: «Певцу Смерти и Тлена, смертопоклоннику Вячеславу Ивановичу Иванову авторы 1926 г.».
Летом 1939 года они навестили Александра Константиновича в Калуге, где с 1937 года ему было разрешено проживать после нескольких арестов (в том числе за пропаганду «реакционного учения Фёдорова») и 8-летнего пребывания в ИТЛ.
А. К. Горский в эти предвоенные годы использовал доступные возможности, чтобы широко пропагандировать идею достижения бессмертия и решения проблемы воскрешения. Идеей такого просветительства он увлёк жаждавших «служения религиозно-нравственному идеалу» студенток истфака. В собрании архивных материалов бывшего народовольца, почётного академика Н. А. Морозова сохранилось письмо к нему Е. А. Крашенинниковой и О. Н. Сетницкой от 7 февраля 1939 года (электронные коллекции РАН — дело 926, с. 11), в котором будущие историки пытались сформулировать для себя смысл профессии:

«Зачем нам изучать историю? Только ли за тем, чтобы посмотреть, как люди жили, боролись и умирали или затем, чтобы выяснить хорошенько к каким целям они стремились, хотя эти цели очень часто туманны и неочётливы. И если эти цели не плохи, посмотреть, что мешало их достижению, чтоб мы смогли это учесть при достижении своих целей, которые несомненно во многом совпадают с прежними».

А. К. Горский считал соответствовавшим духу фёдоровского общего дела погружение в исторические дисциплины и связанное с ними музейное и архивное «собирание материалов о прошедшем в целях сохранения для будущего» Он настраивал своих единомышленниц на глубину и масштабность этих целей в связи с изучением проблем антропогенеза :

«Взлёт от нечеловека к человеку есть, очевидно, прыжок такого размаха, который трудно сравнить с чем бы то ни было в предыдущей трансформации видов, что и подчеркивается эпитетами „творчество“, образ творца и т. п. Нужно думать, что лишь в процессе равносильного или превышающего по силе размаха нового прыжка от человека (стыдящегося своей смертности) к сверхчеловеку (бессмертному и блаженному) мы сможем увидеть и измерить те бездны, через которые перелетело существо, ставшее человеком».

Горский, развивавший идеи В. С. Соловьёва «о любви как пути к преображению человеческой плоти, ведущему в итоге к бессмертию», отправлял своим «светлоплеменницам», искавших «реального делания, соединения веры и жизни», обширные письма об активном христианстве и знании, смысле творчества, о воскресительной метаморфозе любви. Интерес к музыке, поэзии, философии и постоянные беседы о «важном», о его творцах и произведениях А. Н. Скрябина, А. Белого, А. А. Блока, Фёдорова, Соловьёва погружали «светлоплеменниц» в атмосферу духовных исканий минувшего серебряного века. 13 августа 1940 года в святой для Горского день памяти В. С. Соловьёва Крашенинникова ходила с цветами к его могиле в ограде Новодевичьего монастыря , где не только были похоронены и другие её кумиры — Скрябин, Белый, В. Я. Брюсов, но и жил в подклете Успенской церкви один из их современников — поэт, символист Б. А. Садовский.
Вдохновлённые фёдоровскими идеями воскрешения и бессмертия участницы «дочерне-творческого актива» (по определению Горского) стремились в обсуждениях и письмами, умением писать которые отличалась Е. А. Крашенинникова, донести их до творческой и научной интеллигенции. Среди тех, с кем они общались, были литераторы Вс. В. Иванов, И. Г. Эренбург, А. К. Югов и Б. Л. Пастернак, который в своем творчестве, как считали «светлоплеменницы», был наиболее близок к восприятию идей Фёдорова.
В архивах сохранились её письма: учёным В. И. Вернадскому, Н. А. Морозову, писателям — М. М. Пришвину, И. Г. Эренбургу, Вс. В. Иванову, О. Д. Форш и другим. Ответы она просила отправлять в университет по адресу — Москва, ул. Герцена, 5, истфак, Крашенинниковой Екатерине Александровне.
Начало войны изменило и жизнь, и планы. В августе было объявлено о начале на историческом факультете нового учебного года, но занятия фактически не возобновились. Студентам, сдавшим экзамены за 4-й курс, выдали свидетельства о четырёхлетнем обучении в университете, дававшие право преподавания в средней школе.
Осенью 1941 года Екатерина начала работать санитаркой в НИИ имени Склифосовского — принимала отправляемых с поля боя раненых на вокзалах, чтобы развозить их по госпиталям. С весны 1942 года исполняла обязанности начальника дежурной смены пожарной команды исторического факультета.
Отзывчивая на чужие беды, Е. А. Крашенинникова находила время и силы, чтобы помочь с дровами инвалиду Б. А. Садовскому, живущему с женой в холодном монастырском полуподвале. Известный своими монархическими настроениями Садовский с конца 1920-х годов был в поле зрения чекистов в связи с делом о контрреволюционной деятельности в Ленинграде ряда религиозных философских и монархических организаций. Имя Садовского фигурировало в документах следствия наряду с М. А. Волошиным, А. В. Волынским, А. Ф. Лосевым, Б. Л. Модзалевским и многими другими. В начале 1942 года органы государственной безопасности начали реализацию разведывательной игры с абвером, которая проводилась от имени якобы руководимой Садовским подпольной группы «Престол», действовавшей с целью восстановления в стране монархии. Операция получила кодовое имя «Монастырь» по месту жительства Садовского, который, как и его окружение, не догадывались о своём «участии» под присмотром советских спецслужб в тайной игре, успешно завершившейся к 1944 году.
По мнению историков, Е. А. Крашенинникова и О. Н. Сетницкая были в числе разрабатываемых спецслужбами участников церковно-монархического кружка Садовского.
В обращениях к убеждённому стороннику концепции ноосферы и роли в ней человека, основоположнику биогеохимии академику В. И. Вернадскому и поэту Б. Л. Пастернаку главными были фёдоровские вопросы, на которые искала ответы Е. А. Крашенинникова — вопросы о смерти и жизни, ставшие такими актуальными в условиях войны .
В 1942 году она пыталась найти ответы на них в опубликованной перед войной книге В. И. Вернадского «Биогеохимические очерки» (1940), в предисловии к которой автор отмечал, что его очерки проникнуты «одной определенной идеей — идеей жизни как космической силы». Крашенинникова писала Вернадскому, что если жизнь и разум играют главную роль в научной картине Космоса, то в этом состоит залог «безграничных возможностей человеческого разума и труда, уменья управлять всеми процессами в природе, как вовне, так и внутри человека». Она пыталась выяснить мнение учёного о реальности планов осуществления идей Фёдорова:

«… возможно ли человеку овладеть процессами, происходящими у него в организме и приносящими ему смерть, возможна ли полнейшая реконструкция организма, полнейшее изменение качества жизни?
… Само собой разумеется, что воскрешение является по существу творчеством, так как, конечно, возможность восстанавливать жизнь и самим не умирать сообщает жизни совершенно особое качество, которым должны будут обладать и воскрешённые, так как они своей работой подготовили для нас почву, за недостаточность работы понесли высшую меру наказания — смерть…
…мне бы хотелось знать Ваше мнение как учёного: 1) Может ли и нужно ли, чтобы наука стала проективной, исходящей из единой цели воскрешения всех прежде бывших поколений, овладения всеми стихийными процессами в космическом объеме? 2) Если да, то как, считаете Вы, это всего скорей осуществить?»

О воскресительных идеях фёдоровского космизма Крашенинникова писала и Б. Л. Пастернаку:

«Считаете ли Вы, что человек может воссоздавать жизнь и победить смерть физическую здесь на земле, если да, то какие бы Вы увидели пути к этому? Или эта задача кажется Вам столь грандиозной, что Вы не видите возможности реально подступить к ней» («О, если б мог прямей возникнуть».)

Цитируя пастернаковскую строку (в оригинале — «О, если б я прямей возник!»), она напоминает поэту о сборнике его стихов «Второе рождение» (1932), связанных с переломным моментом в жизни, и который «не просто открывал для Пастернака перспективу нового пути во „втором рождении“, но и нес в себе опыт преодоленной смерти».
В апреле 1942 года О. Н. Сетницкая и Е. А. Крашенинникова отправили письмо И. В. Сталину с просьбой освободить арестованного 1 сентября 1937 года Н. А. Сетницкого, не зная, что к тому времен он уже давно был расстрелян. К письму они приложили написанную Н. А. Сетницким и А. К. Горским в 1937 году неопубликованную работу «Творческий марксизм и ликвидация хвостизма в биологии» (1937), в которой авторы заявляли, что коммунистическая идеология являлась только шагом к философии общего дела, за которым возникнет неминуемая «моральная необходимость воскрешения отцов и обретения бессмертия».
В 1943 году Е. А. Крашенинникова передала для ознакомления книгу «Смертобожничество» Патриаршему Местоблюстителю митрополиту Сергию (Страгородскому) .
4 февраля 1943 года в Калуге был арестован А. К. Горский. Среди изъятых при аресте книг были «Философия общего дела», «Смертобожество» и другие. Ему инкриминировали не только участие в шпионской деятельности по «заданию немецкой разведки», но и целенаправленное «внедрение идей Фёдорова». Из материалов следствия следовало, что Горский «группировал вокруг себя социально-чуждых и антисоветски настроенных лиц» и использовал знакомство с Е. А. Крашенинникой и О. Н. Сетницкой для создания с этой целью «кружков среди студентов высших учебных заведений, отвлекая „студенческую и научную молодежь… от вопросов социалистического строительства и идей марксистско-ленинского учения“». Несмотря на его отказ давать признательные показания о контрреволюционной деятельности, 2 июня 1943 года начальник Управления НКГБ по Тульской области направил дело на рассмотрение Особого совещания при НКВД СССР с предложением применить к обвиняемому «высшую меру наказания — расстрел». 24 августа того же года А. К. Горский скончался в тульской тюремной больнице.
Кандидат философских наук Д. В. Барановский, исследователь наследия Н. К. Фёдорова, писал, что в этот период его идеи «распространялись вне официальной жизни страны», так как власти стремились вытеснить их из общественного пространства, зачастую, «физическим способом — путём ареста наиболее видных её сторонников». В этих условиях Е. А. Крашенинникова и О. Н. Сетницкая вплоть до 1960-х годов «остались едва ли не единственными фёдоровцами на всем просторе СССР». Их активность в ограничиваемой государством религиозно-философской сфере не могла оставаться незамеченной, в том числе и из-за доносов. Современники удивлялись, как они «могли уцелеть, как всех не пересажали» .

Скрябинские девочки
Слева направо:
Ирина Тучинская,
Екатерина Крашенинникова,
Ольга Сетницкая (1940-е)

В круг их общения входили религиозный писатель С. Н. Дурылин, пианисты В. В. Софроницкий, М. В. Юдина, художник П. Д. Корин, поэты А. Е. Кручёных, Б. Л. Пастернак и другие. Не имевшая московской прописки, Е. А. Крашенинникова жила то в квартире уехавшего в эвакуацию Всеволода Иванова в писательском доме в Лаврушинском переулке, то у знакомых в одном из Неопалимовских переулков. С июля 1943 по конец 1945 года — в Большом Николопесковском переулке в опустевшем особняке эвакуированного Скрябинского музея, в штат которого её зачислили пожарным. Летом 1944 года Крашенинникову, как единственную из «скрябинских девочек» (так в переписке именовал их Б. Л. Пастернак)  официальную сотрудницу музея, по разнарядке отправили на лесозаготовки в район Рыбинска. Об атмосфере тех лет вспоминала сестра О. Н. Сетницкой, Елена Берковская, которая жила в музее с Крашенинниковой и ещё одной студенткой истфака — И. И. Тучинской: «…в это время мы, музейные девочки, жили с ощущением какой-то сгущающейся возможности ареста. Топор, конечно, всегда висел над головой, но тут тучи сгустились… Так вот текла наша жизнь… споры о вечном и земном, — всё это на постоянном фоне ожидания ареста в любой момент».
Поэт А. Е. Кручёных под впечатлением от личности Крашенинниковой в конце 1944 года посвятил ей четверостишие, написанное «футуристическим заумным языком»:
Ворвалась под Новый год

Небыванна дочь Незнакомки

И мечтахаря – поэта,

Смелость ангела и вепря,

Беспощадная радость – Екатерина Александровна Блок
А. Е. Кручёных, которого Крашенинникова пыталась обращать то к фёдоровской вере в возможность воскрешения земной жизни, то к церковной вере в спасение души, оценивая кипящую в ней энергию, воспользовался образом блоковской «Незнакомки», о которой сам А. А. Блок писал: «Это вовсе не просто дама в чёрном платье со страусовыми перьями на шляпе. Это — дьявольский сплав из многих миров…». Свидетельством интереса Крашенинниковой к Блоку могло служить и неоднократное обращение к теме его творчества А. К. Горского, который в письмах «светлоплеменницам» отмечал, что поэт, «живя в одно время с Н. Ф. [Фёдоровым], ухитрился проморгать его».
С осени 1944 года начала работать как библиограф в московских библиотеках, сначала в Библиотеке иностранной литературы, затем в отделе церковной истории Ленинской библиотеки. В середине 1950-х годов — библиотеке Института санитарного просвещения, в котором работала и её младшая сестра М. А. Крашенинникова, врач, кандидат медицинских наук.

### В языкознании
В конце 1940-х поступила в аспирантуру на кафедру немецкого языка Московского городского педагогического института имени Потёмкина. Занималась проблемой категории модальности в немецком языке, занимающей особое место среди проблем общего языкознания.
В ходе ведущейся дискуссии по языкознанию в газете «Правда» 20 июня 1950 года была опубликована работа И. В. Сталина: «Относительно марксизма в языкознании». В числе откликов на публикацию в его адрес поступило и письмо Е. А. Крашенинниковой от 22 июня с возникшими после прочтения статьи вопросами. По мнению некоторых учёных само появление вопросов к инициатору дискуссии могло быть запланированным эпизодом в сценарии её завершения, а начинающая свою научную деятельность в языкознании исследовательница германской филологии не смогла бы сформулировать их самостоятельно. В преамбуле к вопросам Крашенинникова писала, что «при обсуждении Вашей статьи я и мои товарищи встретили ещё ряд вопросов, по которым очень хотелось бы знать Ваше мнение». Предположительно, в формулировке вопросов участвовал работавший в 1946—1952 годах в Институте философии Академии наук СССР кандидат философских наук А. Г. Спиркин. Уже 29 июля заведующий особым сектором ЦК ВКП(б) А. Н. Поскрёбышев разослал ответы Сталина «на вопросы тов. Крашенинниковой (преподавателя Московского городского педагогического института имени Потёмкина) в области языкознания)» членам Политбюро. Новая статья И. В. Сталина «К некоторым вопросам языкознания. Ответ товарищу Е. Крашенинниковой» была напечатана в «Правде» 4 июля 1950 года. 5 июля аспирантка Крашенинникова, не избежав обычного для того времени выражения благодарности за внимание и «ещё один вклад в науку о языке», писала: «Что касается меня лично, то я обещаю Вам осенью этого года дописать и защитить свою кандидатскую диссертацию»
Диссертацию на соискание учёной степени кандидата филологических наук она защитила в 1951 году. По результатам исследований в 1954 году вышла из печати её книга «Модальные глаголы в немецком языке», а уже в 1958 году — переработанное и дополненное издание.
Академик В. М. Жирмунский отмечал тщательность и значимость проделанной ею работы. Современные филологи относят результаты исследований Е. А. Крашенинниковой к «фундаментальным положениям общего, сравнительно-исторического языкознания».

### Ашукинские годы
Во время пожара в 1951 году сгорел дом родителей в Тарасовке, но семье удалось купить две комнаты с отдельной террасой в частном доме в Ашукино, дальше от Москвы, но ближе к Троице-Сергиевой лавре, что было очень важно для Екатерины Александровны. В этом доме Е. А. Крашенинникова и ее младшая сестра М. А. Крашенинникова жили до самой смерти. Ограниченные в средствах сестры Крашенинниковы всегда с вниманием относились к нуждающимся в помощи. В доме находили временное пристанище выпущенные из лагерей и ссылки священники и другие без вины наказанные люди.
В этом же доме до смерти хозяек хранились материалы архива А. К. Горского, которые в 1962 году Е. А. Крашенинниковой и О. Н. Сетницкой удалось перевезти из Калуги в Москву. Их усилиями архив был не только сохранён, но и разобран и приведён в порядок, что способствовало новой активизации деятельности в области изучения фёдоровских идей.
Своей радостью о находке рукописей и писем Н. Ф. Фёдорова делился с Е. А. Крашенинниковой историк науки, философ А. А. Дорогов (1923—2003), которому удалось выяснить, что они сохранились в семье его ученика и издателя Н. П. Петерсона (1844—1919). Позднее при содействии А. А. Дорогова материалы были переданы в отдел рукописей библиотеки имени В. И. Ленина (Ф.657).
В числе адресатов, с которыми Е. А. Крашенинникова продолжала делиться мыслями об идеях Фёдорова, были писатель Д. А. Гранин, философ А. В. Гулыга, кинорежиссёр А. А. Тарковский и другие.
В апреле 1966 года А. А. Тарковский отвечал ей: «Я с благодарностью читал письмо и с волнением человека, с которым делятся — блестяще и одухотворенно — идеями и мыслями — глубокими и ясными… Я очень благодарен Вам за мысли и о Боге, которые Вы связываете и с Сергием, и с Рублёвым, и о святости, и о смысле иночества их круга. Это всё очень важно и необходимо… Ещё раз благодарю Вас за Ваше прекрасное письмо. Как радостно, что в наше время встречаются такие умные и образованные люди!».
Общение с Е. А. Крашенинниковой, сохранившей адресованные ей и О. Н. Сетницкой письма А. К. Горского с изложением его философских воззрений, ценили известные фёдороведы С. Г. Семёнова и А. Г. Гачева, которые внесли существенный вклад в актуализацию идей Н. Ф. Фёдорова и определению их места в истории философии.
В мае 1981 года С. Г. Семёнова, признавая авторитетность Крашенинниковой в вопросах православной догматики, писала по поводу прочитанной рукописи одной её из статей: «Раскрытие смысла Голгофы и ее соотношения с Евхаристией — гениально… У Федорова есть… толкование Евхаристии как постоянно повторяющегося в Храме акта воскрешения. Из частиц хлеба и вина, материальных элементов, воссозидается нетленное, божественное Тело Христово — как бы прообраз, мистериальное предвосхищение той грандиозной внехрамовой евхаристии, когда из праха отцов, идущего нам сейчас в пищу, мы будем созидать их преображенные тела… Как, по-Вашему, может ли Церковь принять идею внехрамовой литургии как реального осуществления Дела Божьего и человеческого?». Она же характеризовала Е. А. Крашенинникову в письме философу-космисту, поэту Ю. В. Линнику, как «уникального по душе и уму человеку))».
Е. А. Крашенинникова скончалась 24 ноября 1997 года. Похоронена на Ашукинском кладбище рядом с родителями, старшим братом Сергеем и младшей сестрой Марией.
7 декабря 1997 года Е. Б. Пастернак, сблизившийся после смерти отца с Екатериной Александровной, тяжело болевшей в последний период её жизни, написал о ней: «Ни слова жалобы на свою беспомощность и трудность быта. Смиренное принятие страданий. Жертвенность и глубина мистической жизни».

### Религиозность
Е. А. Крашенинникова выросла в семье с православными традициями. С юных лет ощущала потребность регулярно посещать и молиться в храме. По мнению близко знавших её и оставивших опубликованные воспоминания современников она была наполнена «внутренним горением, ощущением высшего смысла бытия». Это религиозное чувство сопутствовало ей на протяжении всей жизни. После поступления в 1937 году в МГУ она успевала перед началом занятий посещать утреннюю литургию в храме Воскресения Словущего в Брюсовом переулке, а с 1939 по 1943 годы — в храме Воскресения Словущего в Филипповском переулке.
Переживание случившихся в 1943 году событий существенно повлияло на её дальнейшую жизнь. В августе умер в тульской тюрьме человек, которого Крашенинникова считала своим наставником — Александр Константинович Горский, богослов, поднявший её стихийную веру на более глубокий уровень. В октябре скончался от крупозного воспаления лёгких её духовный отец архиепископ Сергий (Гришин). В октябре же пришла похоронка о погибшем в сентябре на фронте её брата Георгия". Всё это способствовало мыслям о спасительных догматах и обрядности церкви и о том, что «Федоров и церковное учение о воскресении не противоречат друг другу». В Елоховском соборе познакомилась с учёным-химиком, профессором Н. Е. Пестовым, работавшим в то время над фундаментальным исследованием особенностей «современных путей в Царство Божие», нравственно-аскетические взгляды и соблюдение православных устоев в семье которого повлияли на её духовные искания. В числе церковных деятелей, оставивших важный след в её жизни, были — её первый духовник архиепископ Сергий Гришин, митрополит Сергий Страгородский, протоиерей Александр Воскресенский, протоиерей Николай Голубцов, писатель и тайный священник С. Н. Дурылин, богослов и писатель, протоиерей Александр Мень, владыка Антоний Сурожский. С 1944 года всё свободное время она стала проводить в храме Храм Илии Пророка в Обыденском переулке. Е. Н. Берковская вспоминала, к весне 1945 года Крашенинникова полностью вошла в церковную жизнь. В 1947 году её активной религиозной деятельностью в этом храме, который называли «храмом московской интеллигенции», заинтересовались органы власти и ей пришлось перейти в храм Иоанна Воина. Позднее она вспоминала о связанных с вводимыми ограничениями на участие в церковной жизни служебных конфликтах, о вынужденных переменах мест работы, об арестах в среде верующих друзей. С 1951 года из-за необходимости ухаживать за больными родителями не могла регулярно участвовать в церковных службах в московских храмах и начала чаще бывать в Троице-Сергиевой лавре..
Скульптор и писатель З. А. Масленикова, познакомившаяся с ней в 1959 году, отмечала, что «в её чистых экстатических глазах есть что-то монашеское». Искренняя религиозность стала основой оптимистического отношения Е. А. Крашенинниковой к жизни. Она верила, что в условиях навязанного атеизма «Россия верующая держала на своих плечах Россию неверующую».

### Рядом с Пастернаком
Знакомство с Пастернаком состоялось в военном августе 1941 года. Б. А. Садовский, с которым после возвращения из эмиграции общалась М. И. Цветаева, рассказал Крашенинниковой о неопределённости её положения и связанной с этим глубокой подавленности: «Пастернак помог ей с работой, но ей трудно воспринимать обычную жизнь». Решив отвлечь Цветаеву от мрачных мыслей разговором о перекличке статьи В. С. Соловьёва «Смысл любви» с любовными мотивами в её поэзии, Крашенинникова и Сетницкая пришли за адресом к Б. Л. Пастернаку в Лаврушинский переулок. Но к своему разочарованию Цветаеву они уже не застали — 8 августа она уехала в Елабугу. Тем не менее знакомство состоялось и вскоре переросло в дружеские отношения. Пастернак с юности был наслышан об Н. Ф. Фёдорове, портрет которого писал его отец — художник Л. О. Пастернак. Е. А. Крашенинникова передала ему рукопись своей статьи о философских идеях Н. Ф. Федорова и том его «Философии общего дела», думая, что поэт не читал книгу в силу её редкости.
Одинаково значимыми для обоих оказались сформировавшееся ещё в детские годы религиозное чувство и знание канонов церковной жизни. Крашенинникова приносила Пастернаку нужные ему для работы священные и богослужебные книги, дарила иконы и картины. В 1954 году она подарила ему один из вариантов картины «Моление о чаше», кисти близкого ей религиозного художника Г. Э. Бострема, жившего и работавшего в те годы в Загорске. Пастернак ответил ей в письме от 2 августа 1954 года:

«…развернув холст, увидал, как Вы правы. Лицо живет, дышит и молится, и, хотя оно повторяет представления обычной дореволюционной иконописи, и хорошо, что с ними не расходится, художник в виде особого тепла и тонкости вливает в его формы все свое пережитое. Если бы не было этого тождества со знакомым обликом, с детства привычным, и неожиданность была бы больше, я был бы, наверное, смущен, не мог бы разобраться в своем чувстве и не знал бы, что сказать».

Пастернак давал Крашенинниковой читать рукописи своих произведений и переводов, приглашал на собственные чтения. Их встречи и переписка продолжались до 1960 года.

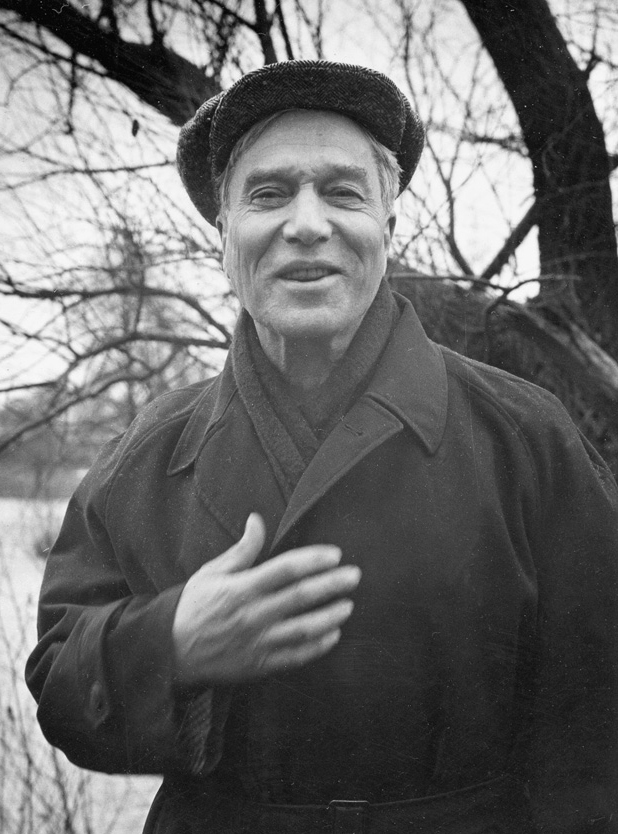
Б. Л. Пастернак (1958)

В периоды, когда Крашенинникова ощущала усиленное со стороны властей внимание к её церковной деятельности, она во избежание дополнительных неприятностей для него отказывалась от очного общения. В августе 1956 года он благодарил её за исповедальные мысли, связанные с прочтением романа «Доктор Живаго» и, имея в виду её душевность и одарённость писал: «мне кажется, что Ваша жизнь, несмотря на трудность одиночества не только завидно правильна, но на удивление светла, счастлива и удачна» . Крашенинникова была в числе близких Пастернаку людей, которым он показывал свой скульптурный портрет, над которым в 1959 году работала З. А. Масленикова.
В начале 1960 года она оставила ему рукопись о судьбе и об идеях Фёдорова в её жизни, в которой попыталась «фотографически запечатлеть свою жизнь, свои встречи с замечательными личностями». Тяжело больной Пастернак 14 апреля — за полтора месяца до смерти — откликнулся своими впечатлениями: «Я был очень приятно поражен живостью и достоинствами начала. Очень порадовался Вашему умению определить разные ступени и значения деятельной духовной сосредоточенности. Я застрял на последней трети рукописи, и опять у меня будет период, когда я не смогу ее дочитать. Оставьте мне ее до середины мая». На обложке рукописи сохранилась сделанная его рукой надпись — «Проза Кати».
2 мая Пастернак рассказал сыну, что накануне к нему приходила «Катя Крашенинникова и я ей исповедался, она приготовила меня к смерти». Крашенинникова передала исповедь своему духовнику священнику Николаю Голубцову. Он принял её и дал разрешительную молитву, записка с которой на похоронах была вложена в правую руку поэта.
М. В. Юдина, уважавшая и ценившая «догматически, литургически и т. д.» образованную Крашенинникову, сомневалась в её праве передавать священнику «предсмертную беседу двух друзей» как предсмертную исповедь Пастернака: «Исповедь — таинство, а Вы женщина и даже не монахиня». По мнению Е. Б. Пастернака, такой способ исповедоваться встречался в лагерях, «когда священник был недоступен».
С точки зрения публикатора «Этюда о Юдиной» смелость и открытость, с которыми Е. А. Крашенинникова дополнила свои воспоминания письмом Юдиной со строками прямой и даже суровой критики в её адрес, свидетельствовали о её искренности в отношениях с близкими людьми.
Е. Н. Берковская, характеризуя отношение Крашенинниковой к Пастернаку писала: «Для Кати это был гениальный человек, который постоянно заблуждался, ошибался, „недопонимал“ что-то, почему и следовало неукоснительно указывать ему на эти ошибки, заблуждения и недопонимание и помогать освободиться от всего этого».
Б. Л. Пастернак в разговоре с З. А. Маслениковой говорил о Е. А. Крашенинниковой, с которой почти два десятка лет поддерживал доверительные отношения, что «она очень хороший, редкий человек и умница к тому же».

## Публикации
Германистика:
- Крашенинникова Е. А. Побудительная модальность в немецком языке // Известия Академии наук СССР. Отделение литературы и языка, 1953. — Т. XII. — Вып. 5. — С. 457—469
- Крашенинникова Е. А. Модальные глаголы в немецком языке — М.: Учпедгиз, 1954. — 127 с.
- Крашенинникова Е. А. Модальные глаголы и частицы в немецком языке. — Изд. 2-е, переработ. и доп. — М. : Учпедгиз, 1958. — 186 с.
- Крашенинникова Е. А. Ирреальная модальность в немецком языке // Вопросы языкознания, 1960 — № 3. — С. 86-90
- Крашенинникова Е. А. Новое в немецкой грамматике — М.: Учпедгиз; Просвещение, 1960—1965:
  - Вып. 1 : Обзор зарубежных работ по морфологии, 1960. — 152 с..
  - Вып. 2 : Учение о предложении : (обзор зарубежных работ), 1961. — 132 с. -
  - Вып. 3 : Учение о словосочетании : (обзор зарубежных работ по синтаксису словосочетания), 1963. — 160 с.
  - Вып. 4 : Словообразование : (обзор зарубежных работ по немецкому словообразованию), 1965. — 142 с.
- Крашенинникова Е. А. О роли запоминания в изучении языков // Иностранные языки в школе, 1967. — N 4
- Крашенинникова Е. А. Внеаудиторное чтение на немецком языке. Пособие для студентов I—III курсов ЗИСТа. — М.: Заочный институт советской торговли, 1969. — 132 с.
- Крашенинникова Е. А. О модальных глаголах в немецком языке // Иностранные языки в школе, 2010. — N 8 («Золотые страницы», 2010. — Вып. 2. — С. 58-65)[~ 20].
- Крашенинникова Е. А. О роли запоминания в изучении языков // Иностранные языки в школе, 2012. — № 4 («Золотые страницы», 2012. — Вып. 5. — С. 87-95) ISSN 01306073[~ 21].

Воспоминания:
- Крашенинникова Е. Крупицы о Пастернаке // Новый мир, 1997. — № 1. — С. 204—214.
- Крашенинникова Е. Этюд о Юдиной // Новый Мир, 1998. — № 4. — С. 162—170
- Крашенинникова Е. Храмы и пастыри // Альфа и Омега, 1999. — № 21, https://www.pravmir.ru/hramyi-i-pastyiri/
- Екатерина и Мария Крашенинниковы. Наши встречи с Юдиной и Пастернаком // Пламенеющее сердце: Мария Вениаминовна Юдина в воспоминаниях современников — М.; СПб.: Центр гуманитарных инициатив, 2020. — С. 475—498 ISBN 978-5-98712-650-9

## Комментарии
1. ↑  Её французские предки открыли торговлю в Москве ещё до войны 1812 года. 30 сентября 1812 года некий Пьер Дюшен пожаловался французским оккупационным властям, что «его магазин был разграблен и сожжён».
2. ↑  А. П. Дюшен в 1909 году писал Л. Н. Толстому о желании создать интернациональное общество христиан «на основании 5 заповедей нагорной проповеди».
3. ↑  В 1914 году старец Георгий (Коссов), благословляя девятнадцатилетнюю Елизавету Александровну, предсказал: «Господь пошлет тебе четырёх ребятишек и проживёшь ты до глубокой старости. Но это не значит, что весь твой жизненный путь будет лёгким, что ты будешь срывать лишь розы, нет, будут и шипы. Тебе будет и морально и физически тяжело, особенно физически, так как ты не привыкла к физическим испытаниям». В 1918 году отец Георгий крестил её дочь — Екатерину.
4. ↑  Е. Н. Берковская вспоминала, что в маленькой закопченной комнате, в которой ютилась семья Крашенинниковых, висели несколько картин, входивших когда-то в большую коллекцию произведений живописи Александра Ефимовича — «этюд головы старика работы Александра Иванова, девичья головка Грёза, какой-то темный, еле различимый пейзаж и небольшой холст Рембрандта, ну, может быть, его школы».
5. ↑  В 1925—1935 годах Н. А. Сетницкий работал на КВЖД и жил с семьёй в Харбине.
6. ↑  Поэт-символист Б. А. Садовский был известен как собиратель архивных материалов и документов и, как и Н. Ф. Фёдоров, работал одно время в журнале «Русский архив» — Двуреченская Т. Н. Прославил Отечество и русскую культуру. Пётр Иванович Бартенев // Библиотечное дело, 2009. — № 23 (113). — С. 12-14 ISSN 17274893
7. ↑  Е. Н. Берковская писала про Крашенинникову: «Катя жила в ином, сверкающем, фёдоровском, ослепительном мире будущего».
8. ↑  По этому делу в 1929 году был приговорён к 10 годам ИТЛ А. К. Горский
9. ↑  4 ноября 1937 года Н. А. Сетницкий как «изменник Родины и японский шпион» был приговорён высшей мере уголовного наказания. Расстрелян в тот же день. Похоронен в братской могиле на Донском кладбище. Был реабилитирован 1 декабря 1956 года.
10. ↑  В сентябре этого года Архиерейским Собором митрополит Сергий был избран Патриархом Московским и всея Руси.
11. ↑  15 апреля 1999 года А. К. Горский был реабилитирован.
12. ↑  «Скрябинские девочки» — кроме Е. А. Крашенинниковой и О. Н. Сетницкой в этот «дочерне-творческий актив» входили их младшие сёстры Мария Крашенинникова и Елена Сетницкая и Ирина Ивановна Тучинская.
13. ↑  В библиотеке Румянцевского музея, которая в 1924 году вошла в состав Ленинки, 25 лет служил библиотекарем и её кумир — Н. Ф. Фёдоров.
14. ↑  Статья В. М. Жирмунского «Об аналитических конструкциях» была опубликована в 1965 году.
15. ↑  С. А. Крашенинников — профессор Московского Химико-технологического института им. Менделеева
16. ↑  Архиепископ Сергий (Гришин) в 1941—1943 годы был ближайшим соработником Патриаршего Местоблюстителя Митрополита Сергия — Некролог // Журнал Московской Патриархии, 1943. — № 3. — С. 13-17.
17. ↑  В 1949 году по обвинению «в шпионской деятельности в пользу Ватикана» была приговорена к 25-летнему заключению в ИТЛ одна из «скрябинских девочек» — крещённая в католичестве Ирина Ивановна Тучинская. В 1954 году приговор отменили «за недоказанностью обвинения» — // Под тенью века. С. Н. Дурылин в воспоминаниях, письмах, документах — М.: Никея, 2022. — 576 с. ISBN 978-5-907628-57-1
18. ↑  В 1952 году умер отец, а в 1974 году — мать.
19. ↑  31 августа в Елабуге М. И. Цветаева покончила с собой.
20. ↑  Под рубрикой «Золотые страницы» в журнале «Иностранные языки в школе» переиздавались работы учёных, чьи заслуги перед педагогической наукой и практикой были признаны неоспоримыми.
21. ↑  Статья «О роли запоминания в изучении языков» впервые была опубликована в журнале «Иностранные языки в школе» в 1967 году (№ 4).